# Neolaeops
Neolaeops is een monotypisch geslacht van straalvinnige vissen uit de familie van botachtigen (Bothidae). Het geslacht is voor het eerst wetenschappelijk beschreven in 1969 door Amaoka.

## Soort
- Neolaeops microphthalmus (von Bonde, 1922)